# 朱汝鵬
朱汝鵬（1800年—？），字海觀，号振南，直隶顺天府永清县人。道光甲午举人，辛丑进士。后官山西大同府山阴县知县。
同治朝硃批谕指记载：“朱汝鵬，前山西山陰縣知縣。因疏防城內當鋪被劫，勒限已滿，犯未弋獲，於同治十年十月十七日部議降一級調用，並無加級、紀錄抵銷。”

## 家庭成员
- 曾祖朱士良，江西县丞；
- 祖朱堃；
- 父朱學錦；
- 胞兄朱汝为，道光辛巳举人。[3][4]